# Туловська сільська рада (Вітебська область)
55°12′5″ пн. ш. 30°17′35″ сх. д. / 55.20139° пн. ш. 30.29306° сх. д.
Ту́ловська сільська́ ра́да (біл. Ту́лаўскі сельсавет) — адміністративно-територіальна одиниця у складі Вітебського району, Вітебської області Білорусі. Адміністративний центр сільської ради — агромістечко Тулове.

## Розташування
Туловська сільська рада розташована на півночі Білорусі, на сході Вітебської області, на східній — північно-східній околиці обласного та районного центру Вітебськ.
Найбільша річка, яка протікає територією сільради, зі сходу на захід — Вітьба (33 км), ліва притока Західної Двіни. Тут розташоване невеличке озеро — Тулове.

## Склад сільської ради
До складу Туловської сільської ради входить 6 населених пунктів: (дані на 01.01.2013) 
- Тулове — агромістечко (1 965 осіб).
- Андроновичі — село (263 особи).
- Огородники — село (11 осіб).
- Осетки — село (5 осіб).
- Осиповщина — село (7 осіб).
- Пуща — село (23 особи).

Населені пункти, які раніше існували на території сільської ради і зняті з обліку:
- Янополь — село.
- Селивовщина — село.

## Відомі особистості
- Марцинкевич Геранім Францович (1816, Тулове — після 1864) — поет, прозаїк, драматург. Виходець із збіднілого шляхетського роду Марцинкевичів, гербу «Лебідь».